# Im Schloß am See
Im Schloß am See ist ein deutsches Stummfilmmelodram aus dem Jahre 1918 von und mit Eugen Burg mit Wanda Treumann in der weiblichen Hauptrolle. 

## Handlung
Weil Ilka Terfani, die Stieftochter des Direktors eines Schmierentheaters, von diesem schlecht behandelt wurde, reißt sie eines Tages aus. Der Theatermann Baron Heidecker nimmt sie freundlicherweise in sein Haus auf. Wenig später findet sich dort auch Ilkas Spielpartner und derzeitiger Herzbube ein, Erich von Strehsen, was bei Heideckers Neffe Bodo auf größtes Missvergnügen trifft. Dieser hat nämlich mittlerweile ein Auge auf Ilka geworfen und möchte den unliebsamen Nebenbuhler schnellstmöglich loswerden. Deshalb unterstellt er Erich, lange Finger gemacht zu haben. Von seiner Unschuld überzeugt, nimmt Ilka die Schuld auf sich und behauptet, sie sei die Diebin gewesen. Wenig später verlässt sie das Haus des Barons. Die Zeit vergeht, und aus Ilka Terfani ist eine berühmte Schauspielerin geworden. Als sich ihre Unschuld herausgestellt hat, kann sie auch endlich ihre große Liebe, den Baron Paul von Wiecken, heiraten.

## Produktionsnotizen
Im Schloß am See entstand im Frühjahr 1918 und passierte die Zensur im Mai desselben Jahres. Der Vierakter mit einer Länge von zunächst 1439, dann  1390 Metern Länge erhielt Jugendverbot und wurde wenig später uraufgeführt. 

## Kritik
Paimann’s Filmlisten resümierte: „Stoff und Spiel sehr gut, Photos und Szenerie gut.“